# Energico
Energico is een Italiaanse muziekterm die aangeeft dat een passage of een muziekstuk met energie uitgevoerd moet worden.  Deze aanwijzing heeft betrekking op de voordracht en niet zozeer op het tempo dat gespeeld moet worden (dit wordt overigens meestal apart aangegeven met een tempo-aanduiding). Uit de speelwijze moet een energie tot uitdrukking komen, maar hoe dit gebeurt is aan de uitvoerend muzikant (tenzij aanvullende aanwijzingen (bijvoorbeeld in de dynamiek) worden gegeven).